# Giorgia Minnella
Giorgia Minnella (* 1984 in Rom, Italien) ist eine italienische Balletttänzerin und Schauspielerin.
Von 1994 bis 1999 war sie Schülerin am Teatro dell’Opera in Rom, danach besuchte sie die Ballettschule in Hamburg (2000 bis 2003) unter Leitung von John Neumeier und trat in Shows klassischer und zeitgenössischer Tänze in Hamburg, Essen und Oldenburg auf. Minnella gehört derzeit zum Ensemble des Corps de ballet des dänischen Königlichen Theaters.

## Filmografie
- Der Mädchenmörder (original: In fondo al cuore), zweiteiliger TV-Film, 1998
- AMICI, TV-Sendung auf Canale 5, 2003/2004